# Jesper Duus
Jesper Duus född 24 november 1967, är en dansk ishockeyspelare, mest känd från sin tid som försvarare i Färjestad BK och MoDo.
Under säsongerna 1987/88 till och med säsongen 1995/96 spelade Duus 311 matcher för Färjestad. Han gjorde 28 mål, 64 målgivande passningar, totalt 92 poäng under sina år i Karlstad-klubben. Han spelar, 2013 vid 46 års ålder, i Rødovre Mighty Bulls i Danmark. 